# DeepStateMap.Live
DeepStateMap.Live – interaktywna mapa białego wywiadu przedstawiająca operacje wojskowe armii rosyjskiej i ukraińskiej podczas rosyjskiej inwazji na Ukrainę. Mapa została stworzona 24 lutego 2022 roku, w dniu inwazji, przez organizację pozarządową kierowaną przez wolontariuszy, DeepStateUA. Była ona regularnie aktualizowana, aby odzwierciedlać bieżącą sytuację na linii frontu, w formacjach wojskowych i inne ważne wydarzenia z wojny.
Przed rosyjską inwazją na Ukrainę DeepStateUA pierwotnie skupiało się na publikowaniu treści związanych z globalnymi wiadomościami i polityką w komunikatorze internetowym Telegram, gdzie stworzyli swoją pierwszą aktualizowaną mapę globalnego konfliktu podczas ofensywy talibów w 2021 roku. Po rosyjskiej inwazji DeepStateMap.Live oddzieliło się od podobnych map cyfrowych ukazujących konflikty, po tym jak w wyniku sporu z Google zrezygnowano z używania ogólnego tła Map Google, co pozwoliło DeepStateUA na zaprojektowanie własnego tła i interaktywnych funkcji mapy. W chwili obecnej mapa jest tworzona na podstawie danych zebranych przez Ministerstwo Obrony Ukrainy oraz informacji wizualnych i potwierdzeń z innych ukraińskich źródeł uznawanych za wiarygodne.
Mapa i inne analizy wojskowe zebrane lub wykonane przez DeepStateUA były cytowane przez ukraińskie i międzynarodowe media, takie jak BBC i Ukraińska prawda. Do lutego 2024 roku mapę wyświetlono ponad 1 miliard razy i stała się najpopularniejszą cyfrową mapą wojny rosjsko-ukraińskiej na Ukrainie oraz jedną z najpopularniejszych cyfrowych map Ukrainy na świecie.

## Historia

### DeepStateUA
„DeepState” w ogólnym znaczeniu to coś niezwykłego i pozarządowego, gdzie odbywają się najważniejsze, największe wydarzenia. Chcieliśmy być czymś niezwykłym w dziedzinie dostarczania informacji, stąd pomysł na taką nazwę. I jak dotąd uważamy ten wybór za całkiem udany, co jest bardzo satysfakcjonujące.

Zespół, który zajmuje się mapą, DeepStateUA, został utworzony jako organizacja pozarządowa w lutym 2020 roku przez przyjaciół z dzieciństwa, Romana Pohorilego, który studiował prawo, i Ruslana Mykułę, który pracował w marketingu. W tym czasie organizacja skupiała się na publikowaniu treści na komunikatorze internetowym Telegram. Treści dotyczyły często globalnych wiadomości i polityki, w tym wydarzeń, takich jak pandemia COVID-19, wojna domowa w Syrii, protesty po śmierci George’a Floyda, II wojna o Górski Karabach i ofensywa talibów w 2021 roku. Podczas ofensywy talibów DeepStateUA po raz pierwszy eksperymentowało z tworzeniem map. Jej celem było stworzenie cyfrowej mapy z linią frontu, którą można byłoby aktualizować w miarę rozwoju konfliktu. Administrator mapy Mykula wspominał później, że w wywiadzie dla ukraińskiej telewizji publicznej Suspilne stwierdził: „dlaczego nie pokazać tego samego na Ukrainie?”.
W okresie poprzedzającym rosyjską inwazję na Ukrainę, zwłaszcza jesienią 2021 oku, organizacja stopniowo przestawiała się na wiadomości i analizy dotyczące wyłącznie Ukrainy, m.in. informowała o działaniach wojennych i śledziła przerzut rosyjskiego personelu i sprzętu wojskowego na granicę rosyjsko-ukraińską. Kanał DeepStateUA na Telegramie, który wcześniej miał zaledwie ok. 200 subskrybentów, zaczął odnotowywać wzrost dzięki zmianie profilu działalności. Kilka godzin przed rozpoczęciem inwazji kanał na Telegramie po raz pierwszy przekroczył liczbę 10 tys. subskrybentów. Kanał DeepStateUA odnotował kolejny duży wzrost popularności dzięki relacjom i analizom na początku rosyjskiej inwazji na Ukrainę. Na początku wojny organizacja i jej społeczność pomogły obalić twierdzenia wysuwane przez obie strony, w tym m.in. zatopienie rosyjskiej fregaty „Admirał Makarow” czy zniszczenie wszystkich ukraińskich dronów rozpoznawczo-bojowych Bayraktar TB2.

### Historia mapy

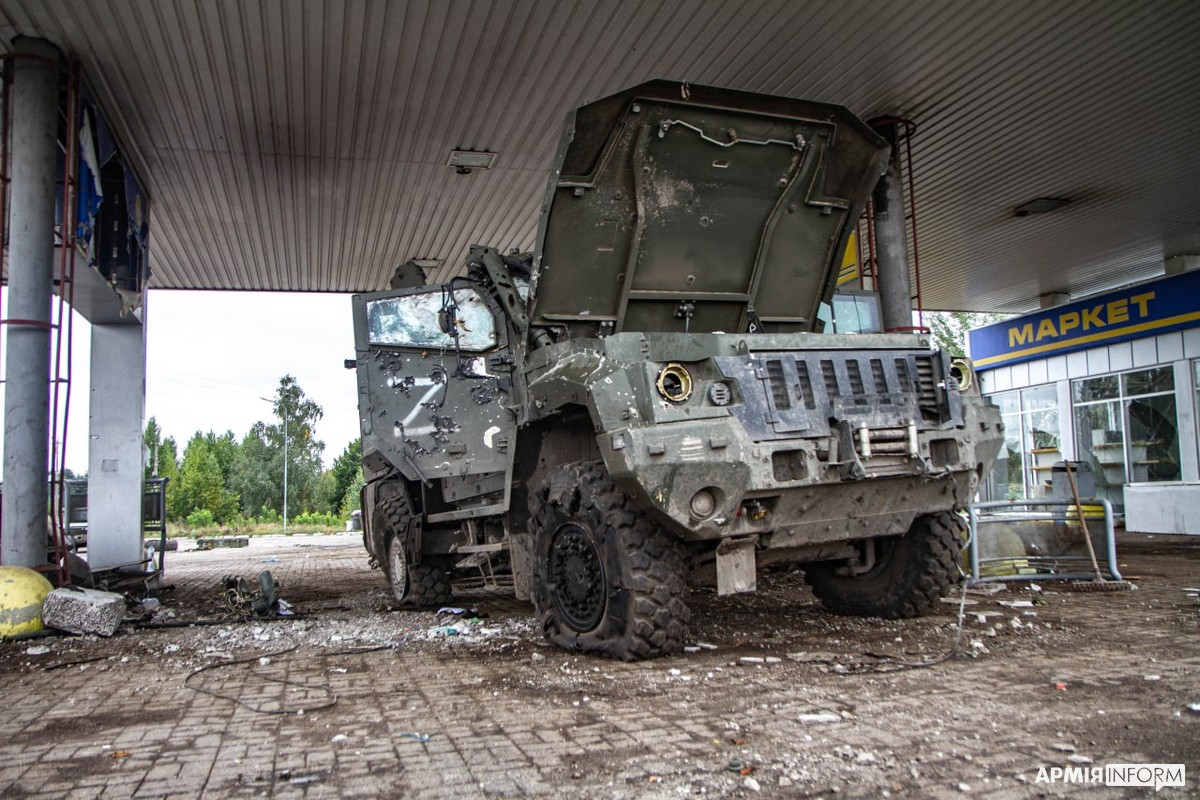
Zniszczony rosyjski pojazd po odbiciu Izium, co spowodowało, że mapa osiągnęła szczyt oglądalności 120 tys. odwiedzających w ciągu 30 minut.

Internetowa mapa wojny rosyjsko-ukraińskiej została uruchomiona w dniu rozpoczęcia rosyjskiej inwazji na Ukrainę, tj. 24 lutego 2022 roku. Początkowo opracowano ją przy użyciu Map Google ze względu na łatwość rysowania linii i udostępniania ich innym użytkownikom, co było cechą charakterystyczną tej usługi. Jednakże pod koniec marca 2022 roku Google zablokowało DeepStateUA możliwość korzystania z ich mapy z powodu „naruszenia zasad korzystania z usługi”, co skutecznie doprowadziło do zamknięcia witryny. Chociaż nie wyjaśniono dokładnie, na czym polegało popełnione „naruszenie zasad”, wydaje się, że Google nałożyło blokadę, ponieważ nie chciało hostować witryny, która mogłaby stanowić odpowiedzialność prawną, szczególnie po skargach użytkowników do Google, które wynikały z faktu, że mapa nie zawsze była aktualizowana o najnowsze informacje, oraz po kilku wcześniejszych atakach cyfrowych przeprowadzonych przez rosyjskich hakerów. 27 marca 2022 roku DeepStateUA wraz z programistą, który niedawno do nich dołączył, uruchomili własną mapę, którą nazwali „DeepStateMAP” i która obecnie jest w użyciu. Choć mapa została ponownie udostępniona publicznie 26 kwietnia 2022 roku w początkowej fazie, zmiana ta spowodowała utratę wszystkich informacji sprzed 3 kwietnia.
Po wprowadzeniu zmian mapa zyskała nowy, wyjątkowy wygląd dzięki Mapom Google oraz lepszą funkcjonalność, co sprawiło, że stała się najpopularniejszą mapą na Ukrainie; w czerwcu 2022 roku była 23. najczęściej odwiedzaną stroną internetową w tym kraju. Jednakże wzrost kosztów serwerów i pogorszenie bezpieczeństwa, które nastąpiło wraz z odejściem od Google i prowadzeniem niezależnej mapy, ostatecznie doprowadziły do poważnego ataku DDoS na mapę 10 sierpnia 2022 roku, przeprowadzonego przez hakerów z Rosji i innych krajów o podobnych poglądach ideologicznych, w tym Chin, Iranu, Brazylii i Korei Północnej. Według zespołu DeepStateUA mapa „nie doznała prawie żadnych [uszkodzeń]” i szybko wróciła do normalnej funkcjonalności. Popularność mapy wzrosła, a szczyt oglądalności, wynoszący 120 tys. odwiedzających w ciągu 30 min. odnotowano podczas odbicia miast Izium i Łyman przez siły ukraińskie. Do końca dnia odnotowano 7,9 miliona odwiedzających, podczas gdy według autorów mapa zwykle notowałą ok. trzech milionów wyświetleń dziennie. Do października 2022 roku mapę wyświetlono ponad 200 milionów razy, co czyniło ją najpopularniejszą cyfrową mapą rosyjskiej inwazji na Ukrainę oraz jedną z najpopularniejszych cyfrowych map Ukrainy na świecie.
Obecnie zespołem DeepStateUA przewodzą założyciele mapy, Roman Pohorily i Rusłan Mykula. Zespół składał się z ok. 100 opłacanych pracowników i wolontariuszy, którzy pracowali w domu w wolnym czasie i komunikowali się za pośrednictwem komunikatora Telegram, ponieważ organizacja nie posiada biur. Chociaż dwoma głównymi źródłami informacji wykorzystywanymi przez DeepStateUA była ich mapa i kanał na Telegramie, to publikowali również treści na YouTube i Twitter, ale odnieśli tam mniejszy ze względu na krótszy staż na tych platformach. Mykuła stwierdził, że odkąd organizacja zyskała popularność, jest ona częściowo finansowana przez rząd ukraiński, ale głównie ze środków publicznych. Od 8 marca 2022 roku organizacja zbierała fundusze od widzów, aby wesprzeć Ukrainę i jej siły zbrojne. W ciągu 9 miesięcy wojny przekazano wojsku różną pomoc w wysokości kilkudziesięciu milionów hrywien. Fundusze zbierano od czytelników kanału Telegram, a także dzięki sklepowi odzieżowemu z autorskimi grafikami, z którego część zysków przeznaczana była na potrzeby wolontariatu. 27 lutego 2023 roku zarejestrowano organizację charytatywną „DeepStateUA Charitable Foundation”, która w imieniu zespołu DeepStateUA niosła ochotniczą pomoc armii ukraińskiej. Jednocześnie ogłoszono pierwszą zbiórkę z legalnie zarejestrowanego funduszu, podczas której w cztery dni (22 kwietnia 2023 roku) zebrano 3 miliony hrywien (81 277,02 dolarów) z przeznaczeniem na drony szturmowe Kazan E620, drony rozpoznawcze Mavic 3T, tablety do rozpoznania powietrznego i słuchawki dla strzelców.
19 lutego 2024 roku doszło do kolejnego dużego ataku DDoS na mapę, który jednak udało się rozwiązać w ciągu 18 minut od jego rozpoczęcia. 22 lutego 2024 roku DeepStateUA ogłosiło, że mapa osiągnęła miliard wyświetleń od momentu jej uruchomienia, a w marcu 2024 roku ich kanał na Telegramie osiągnął ponad 700 tys. subskrybentów.

## Charakterystyka mapy

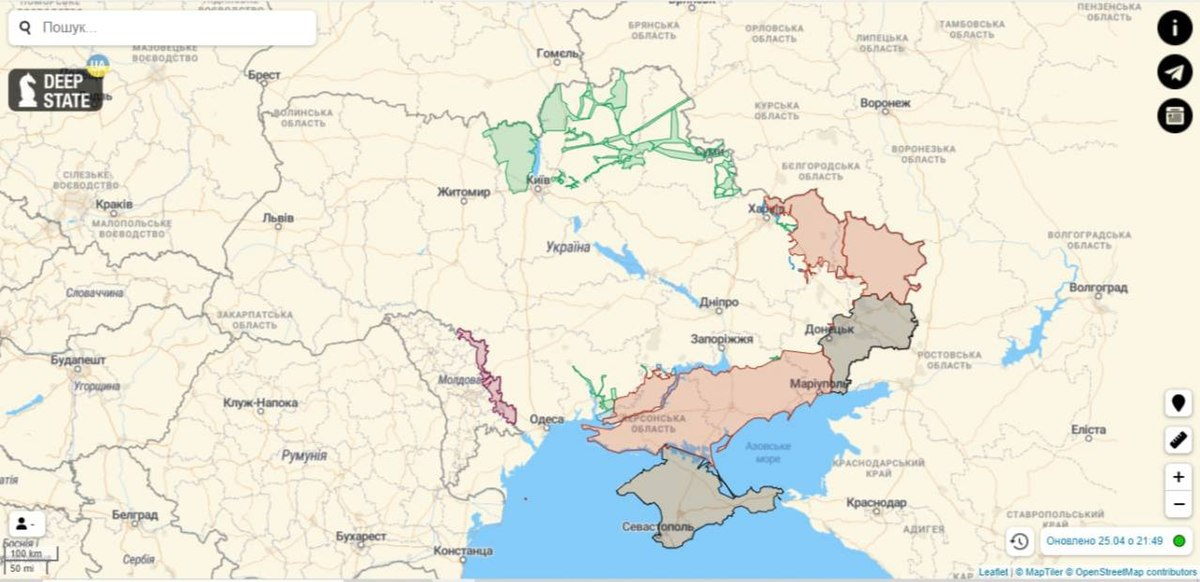
Mapa DeepState z 25 kwietnia 2022 roku przedstawiająca starą kolorystykę

Mapa była dostępna dla czytelników w języku angielskim i ukraińskim. Ciemnoczerwony kolor oznaczał obszary kontrolowane przez siły rosyjskie, niebieski – obszary odzyskane przez siły ukraińskie mniej niż dwa tygodnie wcześniej lub obszary zdobyte przez Ukraińców, zielony – obszary odzyskane przez siły ukraińskie ponad dwa tygodnie wcześniej, różowy – obszary kontrolowane przez siły rosyjskie od czasu sprzed wybuchu wojny (Krym, DRL i ŁRL), szary – obszary o nieznanym statusie i jasnoczerwony – obszary poza Ukrainą, które znajdują się pod okupacją/kontrolą rosyjską, w tym Naddniestrze, Karelia, Czeczenia, obwód kaliningradzki (określany jako Prusy Wschodnie), Abchazja, Osetia Południowa, części obwodów pskowskiego i leningradzkiego, które uważano za okupowane terytoria Estonii i Łotwy, oraz Wyspy Kurylskie. Dodatkowo po najechaniu kursorem na zielone „wyzwolone” obszary, czasami wyświetlały się informacje z oficjalnych źródeł, takich jak Sztab Generalny SZ Ukrainy, na temat odzyskania obszaru. Obszary przedstawione jako odzyskane przez siły ukraińskie są wyświetlane tylko wtedy, gdy siły rosyjskie przebywały na tym obszarze przez dłuższy czas, a nie tylko przez niego przejeżdżały. Wcześniejsze wersje mapy przedstawiały ciemnoczerwone obszary jako czarne, ale później zmieniono ich kolor.
Interaktywne funkcje mapy obejmowały możliwość przełączania ikon reprezentujących lokalizację znanych rosyjskich jednostek, „nielegalnych formacji samozwańczych Białorusinów” oraz flot morskich wraz ze strzałkami wskazującymi kierunki ataków. Można również wyświetlić ikony przedstawiające siedzibę główną, lotniska i główne linie kolejowe znajdujące się pod kontrolą Rosji na Ukrainie i poza nią. Na przyciskach znajdujących się po lewej stronie ekranu wyświetlają się także różne informacje, w tym warstwa mapy przedstawiająca pogodę na Ukrainie i wokół niej, poziom promieniowania na Ukrainie, lokalizację rosyjskich sieci okopów, zasięg broni jądrowej, zasięg różnych rodzajów artylerii (m.in. M142 HIMARS, M777 czy CAESAR) oraz miejsca tajemniczych pożarów w Rosji i na Ukrainie w ciągu ostatnich 48 godzin.
13 listopada 2022 roku dzięki współpracy ze zautomatyzowanym wojskowym systemem przetwarzania danych Griselda, został uruchomiony „tryb patogenu”, który wyświetlał zmodyfikowany (niewyraźny) obraz aktualnej koncentracji wojsk rosyjskich na Ukrainie i wokół niej, w oparciu o dane zamknięte. Ponadto współpraca z systemem Griselda wpływała na dokładność wyświetlania frontu na mapie, gdyż umożliwiała zespołom wymianę danych operacyjnych.
Od końca maja 2023 roku była prowadzona tabela przedstawiająca procentową wartość terytoriów wyzwolonych i okupowanych od początku rosyjskiej inwazji. Od 16 czerwca 2023 roku na mapie widoczne były także fortyfikacje rosyjskie, które były dostępne w otwartych źródłach. Od 1 czerwca 2023 roku istniała zamknięta funkcjonalność mapy, do której dostęp miało tylko wojsko, z mapą okopów Rosjan, możliwością obliczenia azymutu itp., z kolei dla zwykłych użytkowników dostępna była funkcja określania swojej lokalizacji. 9 listopada 2023 roku dodano funkcję publicznego podglądu pogody.
2 lipca 2024 roku mapa otrzymała największą do tej pory aktualizację o nazwie „DeepStateMap 2.0”, która obejmowała zmianę wyglądu i dodanie trybu offline i trybu ciemnego. Nowe funkcje obejmowały rysowanie na mapie, możliwość korzystania ze skrótów klawiszowych na komputerze, nową broń (Taurus i drony morskie) oraz możliwość kopiowania współrzędnych poprzez kliknięcie środka mapy. Stolica Ukrainy, Kijów, oznaczona została ukraińskim herbem, który po kliknięciu może włączyć interaktywnego drona, który „niszczy” jednostki i kwatery główne. Stolice krajów wrogich Ukrainie (Moskwa, Mińsk i Pjongjang) oznaczone zostały czerwoną gwiazdą, a stolica Węgier oznaczona została emoji klauna (opisana jako „prorosyjski reżim Orbana”).

### Wersje
Po pojawieniu się wielu aplikacji firm trzecich, które udawały oficjalne od zespołu DeepStateUA, 2 marca 2023 roku udostępniono pierwszą mobilną wersję mapy na Androida w Google Play. W niecałe 10 dni osiągnęła granicę 100 tys. pobrań i przez pewien czas zajmowała pierwsze miejsce w czołówce bezpłatnych aplikacji Google Play. Początkowo planowano, że mapa zostanie wydana równolegle z aplikacją na iOS w App Store, jednak organizacja miała trudności z moderacją platformy Apple, ponieważ jej przedstawiciele twierdzili, że mapa posiadała cechy, które mogą być obraźliwe dla Rosjan, w związku z czym wydanie aplikacji na tę platformę opóźniło się. Mimo tego mapa została wydana na iOS ok. dwa miesiące później, 29 kwietnia 2023 roku.
4 listopada 2024 roku DeepStateUA opracowało interaktywną mapę umożliwiającą śledzenie w czasie rzeczywistym wyników głosowania w każdym stanie podczas wyborów prezydenckich w Stanach Zjednoczonych w 2024 roku. 22 kwietnia 2025 roku stworzono interaktywną mapę Krymu przedstawiającą wyzwolenie Radzieckiej Socjalistycznej Republiki Taurydy przez Ukraińską Armię Ludową i Armię Cesarstwa Niemieckiego w kwietniu 1918 roku od bolszewików w trakcie operacji krymskiej.

## Źródła
Według administratora mapy Roman Pohoriliego, do stworzenia mapy wykorzystywano dowody w postaci zdjęć i nagrań filmowych publikowanych w mediach społecznościowych, obserwujących znajdujących się blisko linii frontu, którzy nawiązują kontakt, oraz ukraińskie wojsko, którego głównym zadaniem było potwierdzanie lub zaprzeczanie pewnym poufnym informacjom. 13 marca 2024 roku współpraca z ukraińską armią została zwiększona po podpisaniu Memorandum o współpracy między DeepStateUA a Ministerstwem Obrony Ukrainy, mającego na celu zapewnienie wymiany bieżących informacji w celu zwiększenia dokładności mapy. W przypadku informacji zebranych wyłącznie przez osoby twierdzące, że przebywały w danym rejonie, mapa często oczekiwała, aż zostanie sporządzonych kilka podobnych raportów, jeśli nie było dowodów wizualnych ani potwierdzenia ze strony Sztabu Generalnego Ukrainy. Według administratora Pohoriliego, ze względu na wcześniejszą propagandę i przesadzone twierdzenia, rosyjskie źródła nie były brane pod uwagę przy tworzeniu mapy. Spośród ok. 100 osób pracujących dla DeepStateUA, 60 zajmowało się weryfikacją źródeł.

Na przykład [niektórzy żołnierze] mówili: „Czy nie możecie oznaczyć tej strefy lub oznaczyć jej na czerwono?”. Tak było z nami w przypadku lasu Izium. Potem inni żołnierze napisali do nas: „Siedzimy tutaj na czerwono, przerysuj”. A ja mówię: „Twoi koledzy na flance prosili, żeby była czerwona. Wiemy, jaka jest sytuacja”. Proszą nas – spełniamy. Ponieważ bezpieczeństwo jest najważniejsze.

### Faktyczność
Będąc witryną białego wywiadu (OSINT), której informacje są aktualizowane z niewielkim opóźnieniem, DeepStateUA przestrzegało, aby nie korzystać z mapy podczas planowania tras ewakuacyjnych, obszarów walk lub podejmowania innych delikatnych i bardzo specyficznych działań. Autorzy opóźniali również aktualizację mapy w sytuacjach, w których mogłoby to zagrozić ukraińskim pozycjom; przykładowo gdy wojska ukraińskie odzyskały pozycje na linii frontu, czego inne oddziały rosyjskie jeszcze nie zauważyły. Podczas gdy niektórzy ukraińscy żołnierze byli niezadowoleni, że mapa czasami zbyt szybko aktualizowała się w takich sytuacjach, Rusłan Mykula stwierdził, że armia ukraińska pochwaliła mapę za wyważone wyświetlanie informacji, „aby nie spieszyć się, nie powiedzieć za dużo i nie zostać daleko w tyle”.
23 grudnia 2024 roku zespół DeepStateUA poinformował o wywieraniu presji w związku ze swoją działalnością i tymczasowo zawiesił współpracę z armią ukraińską z powodu nieporozumień politycznych, stwierdzając, że „niestety, nie wszyscy głównodowodzący lubią prawdę i to jest przykre”. Według informacji serwisu wojska rosyjskie zamknęły w okrążeniu jednostki ukraińskie w Makariwce i Uspeniwce, które zostały zdementowane przez Zgrupowanie operacyjno-strategiczne „Chortyca”.

## Uwaga mediów i wykorzystanie
Informacje publikowane przez DeepStateUA były przytaczane przez różne media informacyjne, w tym przez ukraińską stację telewizyjną 24 Kanal, amerykańską stację NBC News, brytyjską stację BBC News, ukraińską anglojęzyczną gazetę internetową Euromaidan Press, amerykański magazyn biznesowy Forbes, ukraińską gazetę internetową Ukraińska prawda i polską rosyjskojęzyczną stację telewizyjną Vot Tak.
Na mapę powoływali się ukraińscy urzędnicy, w tym adiunkt Kijowskiej Szkoły Ekonomicznej Maksym Obrizan, były doradca Szefa Kancelarii Prezydenta Ukrainy Ołeksij Arestowycz oraz minister obrony Ukrainy Ołeksij Reznikow, który w październiku 2022 roku wykorzystał mapę do zobrazowania dynamiki deokupacji terytoriów przez Ukrainę. Z kolei Ukrinform nawiązał do badań zespołu na podstawie zdjęć satelitarnych dotyczących długości okopów rosyjskich, które ostatecznie wyniosły ponad 6000 km.
Artykuły informacyjne na temat samej mapy lub wywiady z jej twórcami przeprowadziły m.in. Ministerstwo Obrony Ukrainy, Siły Obrony Terytorialnej Ukrainy, 24 Kanal, Radio Wolna Europa, Suspilne i Ukraińska Niezależna Agencja Informacyjna.

### Cechy
Autorzy projektu wielokrotnie podkreślali, że tylko Sztab Generalny Ukrainy miał dokładne mapy wojny i nikt inny. Ich mapa starała się być jak najbardziej dokładna, więc istniała możliwość przesłania informacji zwrotnej, gdzie można podać aktualne informacje i wskazać nieścisłości. W związku z tym autorzy mapy zabraniali korzystania ze swojej mapy do nawigacji, o czym informowało okno podręczne wyświetlane przy każdym wejściu na stronę, a użytkownik nie miał możliwości wyświetlenia mapy, dopóki nie kliknął przycisku wyrażającego zgody i ostrzeżenia o niebezpieczeństwach związanych z korzystaniem z mapy.
Z kolei przy każdej próbie połączenia z rosyjskimi adresami IP zamiast okna z ostrzeżeniem o korzystaniu z mapy, pojawiało się okno z możliwością poddania się, zawierające numery kontaktowe infolinii Głównego Zarządu Wywiadu MON Ukrainy. 23 maja 2023 roku nieznany rosyjski organ cenzury wydał nakaz zablokowania mapy, co zespół projektowy postrzegał jako przyznanie się do prawdziwości mapy i stwierdzenie, że istnienie mapy ukraińskiej jest faktem niewygodnym dla władz rosyjskich.